# 方以知
方以知（16世紀—17世紀），字惟義，江西南昌府進賢縣中隅鄉人，明朝政治人物。

## 生平
方以知為人有雅量，孝順父母、和藹孝友、待人謙和，人稱篤行君子；萬曆二十五年（1597年）中舉人，授連江知縣，調任衡陽知縣，兩地人民都愛慕他，將考績時在任內去世，遺下行李蕭然，衡陽縣民為他祭奠致哀。

## 引用
1. 1 2  康熙《進賢縣志·卷十四·人物志一》：方以知，字惟義，七都人，登萬曆丁酉榜，歷連江、衡陽縣令，所治皆愛慕之，尋將考績，不幸卒于官，歸櫬行李蕭然，衡之士民哭奠咸盡致其哀。為人醇雅好修處、家庭孝友，與物謙和世穪、豈弟父母，篤行君子也。
2. ↑  同治《南昌府志·卷四十一·仕績》：方以知，字惟義，進賢人，萬歷舉人，厯連江衡陽縣令，所治民皆愛慕之，卒官，歸櫬行李蕭然，衡邑士民哭盡哀。 縣志